# Tapeigaster digitata
Tapeigaster digitata är en tvåvingeart som beskrevs av Mcalpine och Kent 1982. Tapeigaster digitata ingår i släktet Tapeigaster och familjen myllflugor. Inga underarter finns listade i Catalogue of Life.